# Kolf
Kolf es un juego de minigolf para el proyecto KDE creado por Jason Katz-Brown. Kolf es software libre y es liberado bajo los términos de la licencia GNU.
Kolf implementa una física realista y circuitos de obstáculos construidos con vectores. Pueden editarse nuevos circuitos desde el mismo juego y guardarlos en archivos, los cuales pueden ser editados también desde un editor de texto. AdemÁS Kolf cuenta con una arquitectura de plugins que permite crear obstáculos de cualquier tipo imaginable.
Kolf puede ser jugado en solitario o en competiciones de hasta 10 jugadores.